# 朱莉娅·奥蒙德
朱莉娅·奥蒙德（英語：Julia Ormond，1965年1月4日—），是一位英國女演員。曾获得黄金时段艾美奖迷你影集／电视电影最佳女配角。
歐蒙女士比較膾灸人口的角色是<真愛壹世情>的蘇珊娜.